# جيج (أوكلاهوما)
جيج (بالإنجليزية: Gage, Oklahoma)‏ هي بلدة أمريكية تقع في الولايات المتحدة في مقاطعة إليس، أوكلاهوما. يقدر عدد سكانها بـ 442 نسمة ومساحتها 1.1 كم2 و وترتفع عن سطح البحر -654 متر.

## التركيبة السكانية
حدّد مكتب تعداد الولايات المتحدة بيانات التركيبة السكانية لجيج في تعداد الولايات المتحدة. في ما يلي، التركيبة السكانية حسب تعدادي 2000 و2010.

### تعداد عام 2000
بلغ عدد سكان جيج 429 نسمة بحسب تعداد عام 2000، وبلغ عدد الأسر 197 أسرة وعدد العائلات 122 عائلة مقيمة في البلدة. في حين سجلت الكثافة السكانية 393.6 نسمة لكل كيلومتر مربع (1,019.4/ميل2). وبلغ عدد الوحدات السكنية 223 وحدة بمتوسط كثافة قدره 204.6 لكل كيلومتر مربع (529.9/ميل2).
وتوزع التركيب العرقي للبلدة بنسبة 96.97% من البيض و1.40% من الأمريكيين الأصليين و0.93% من الأمريكيين ذوي الأصول الآسيوية و0.70% من عرقين مختلطين أو أكثر و2.56% من الهسبانيون أو اللاتينيون من أي عرق.
بلغ عدد الأسر 197 أسرة كانت نسبة 25.9% منها لديها أطفال تحت سن الثامنة عشر تعيش معهم، وبلغت نسبة الأزواج القاطنين مع بعضهم البعض 47.7% من أصل المجموع الكلي للأسر، ونسبة 11.7% من الأسر كان لديها معيلات من الإناث دون وجود شريك،  بينما كانت نسبة 2.5% من الأسر لديها معيلون من الذكور دون وجود شريكة وكانت نسبة 38.1% من غير العائلات. تألفت نسبة 36.5% من أصل جميع الأسر من عدة أفراد يعيشون في نفس المنزل ونسبة 19.3% كانت تتألف من شخص يعيش بمفرده يبلغ من العمر 65 عاماً أو أكثر. وبلغ متوسط حجم الأسرة المعيشية 2.18، أما متوسط حجم العائلات فبلغ 2.86.
بلغ العمر الوسطي للسكان 43.3 عاماً. وكانت نسبة 23.3% من القاطنين تحت سن الثامنة عشر، وكانت نسبة 7% بين الثامنة عشر والرابعة والعشرين عاماً، ونسبة 22.6% كانت واقعةً في الفئة العمرية ما بين الخامسة والعشرين والرابعة والأربعين عاماً، ونسبة 28% كانت ما بين الخامسة والأربعين والرابعة والستين، ونسبة 19.1% كانت ضمن فئة الخامسة والستين عاماً فما فوق. يوجد لكل 100 أنثى 95.9 ذكر، ويوجد لكل 100 أنثى في الثامنة عشر من عمرها فما فوق 91.3 ذكر.
بلغ متوسط دخل الأسرة في البلدة 25,795 دولارًا، أما متوسط دخل العائلة فبلغ 32,750 دولارًا. وكان متوسط دخل الذكور 22,788 دولارًا مقابل 13,929 دولارًا للإناث. وسجل دخل الفرد الخاص بالبلدة 15,706 دولارًا. وكانت نسبة 15.4% من العائلات ونسبة 20.6% من السكان تحت خط الفقر، وكان من هؤلاء نسبة 37.8% تحت سن الثامنة عشر ونسبة 8% في الخامسة والستين من العمر وما فوق.

### تعداد عام 2010
بلغ عدد سكان جيج 442 نسمة بحسب تعداد عام 2010، وبلغ عدد الأسر 188 أسرة وعدد العائلات 114 عائلة مقيمة في البلدة. في حين سجلت الكثافة السكانية 405.5 نسمة لكل كيلومتر مربع (1,050.2/ميل2). وبلغ عدد الوحدات السكنية 240 وحدة بمتوسط كثافة قدره 220.2 لكل كيلومتر مربع (570.3/ميل2).
وتوزع التركيب العرقي للبلدة بنسبة 93.67% من البيض و0.45% من الأمريكيين الأفارقة و3.62% من الأمريكيين الأصليين و0.68% من الأمريكيين ذوي الأصول الآسيوية و0.23% من الأعراق الأخرى و1.36% من عرقين مختلطين أو أكثر و3.62% من الهسبانيون أو اللاتينيون من أي عرق.
بلغ عدد الأسر 188 أسرة كانت نسبة 29.8% منها لديها أطفال تحت سن الثامنة عشر تعيش معهم، وبلغت نسبة الأزواج القاطنين مع بعضهم البعض 46.3% من أصل المجموع الكلي للأسر، ونسبة 9.6% من الأسر كان لديها معيلات من الإناث دون وجود شريك،  بينما كانت نسبة 4.8% من الأسر لديها معيلون من الذكور دون وجود شريكة وكانت نسبة 39.4% من غير العائلات. تألفت نسبة 34.6% من أصل جميع الأسر من عدة أفراد يعيشون في نفس المنزل ونسبة 13.8% كانت تتألف من شخص يعيش بمفرده يبلغ من العمر 65 عاماً أو أكثر. وبلغ متوسط حجم الأسرة المعيشية 2.35، أما متوسط حجم العائلات فبلغ 3.08.
بلغ العمر الوسطي للسكان 40.3 عاماً. وكانت نسبة 25.8% من القاطنين تحت سن الثامنة عشر، وكانت نسبة 6.1% بين الثامنة عشر والرابعة والعشرين عاماً، ونسبة 23.1% كانت واقعةً في الفئة العمرية ما بين الخامسة والعشرين والرابعة والأربعين عاماً، ونسبة 28.1% كانت ما بين الخامسة والأربعين والرابعة والستين، ونسبة 17% كانت ضمن فئة الخامسة والستين عاماً فما فوق. وتوزع التركيب الجنسي للسكان بنسبة 48.9% ذكور و51.1% إناث.